# Irina Kirillovová
Irina Vladimirovna Kirillovová, rodným jménem Parchomčuková (rusky: Ирина Владимировна Кириллова, * 15. května 1965 Tula) je rusko-chorvatská volejbalistka. Reprezentovala dvě země, v letech 1982–1990 Sovětský svaz a v letech 1993–1998 Chorvatsko.
Se sovětskou ženskou reprezentací vyhrála olympijský turnaj v Soulu roku 1988, světový šampionát v roce 1990 a mistrovství Evropy v roce 1989. Krom toho z evropského šampionátu přivezla dvě stříbra (1983, 1987). S chorvatskou reprezentací pak sbírku rozšířila o další dvě stříbrné medaile z mistrovství Evropy, z let 1995 a 1997. Na mistrovství světa v roce 1990 byla vyhlášena nejužitečnější hráčkou turnaje. Úspěšná byla i na klubové úrovni, šestkrát vyhrála Pohár mistrů (dnes Liga mistryň), nejprestižnější evropskou klubovou soutěž. První čtyři tituly získala se sovětským klubem Uraločka Sverdlovsk (1983, 1987, 1989, 1990), pátý titul s chorvatským Mladost Zagreb (1991) a šestý s italským Foppapedretti Bergamo (1999).
Po skončení hráčské kariéry se věnovala trénování, krátce vedla i chorvatskou reprezentaci. V současnosti žije v Itálii, se svým italským manželem a volejbalovým trenérem Giovanni Caprarou. V roce 2017 byla Kirillovová uvedena do Mezinárodní volejbalové síně slávy.